# Violette nei capelli
Violette nei capelli è un film del 1941 diretto da Carlo Ludovico Bragaglia, tratto dal romanzo omonimo di Luciana Peverelli.

## Trama
Storia di tre giovani amiche: Carina, commessa di sartoria che da sempre insegue il sogno di recitare in teatro, Mirella, impiegata in un collegio, e Oliva, aspirante ballerina classica.
Le tre si ripromettono di restare amiche per sempre e di aiutarsi reciprocamente, qualora una di esse dovesse averne bisogno, ma le loro aspirazioni si trasformano presto in dramma: Oliva, coinvolta in una brutta storia sentimentale, rimarrà sola con il suo bambino; Mirella proseguirà la sua vita; Carina, dopo aver tentato in tutti i modi di aiutare le due amiche, riuscirà alla fine a coronare il suo sogno d'amore e la sua aspirazione, recitare in teatro.

## Produzione
Il film è stato girato a Cinecittà nel 1941. Sergio Landi ovvero Luigi Scarabello, a quel tempo calciatore e marito di Lilia Silvi, appare in una piccola parte nel film.

## Distribuzione
Il film è uscito nelle sale nel gennaio del 1942.

## Critica
(Diego Calcagno)